# Ole Gunnar Petersen
Ole Erik Gunnar Petersen  (ur. 30 grudnia 1934 we Frederiksbergu) – duński żeglarz sportowy. Srebrny medalista olimpijski z Rzymu.
Zawody w 1960 były jego pierwszymi igrzyskami olimpijskimi. Po medal sięgnął w klasie Latający Holender. Partnerował mu Hans Fogh. Cztery lata później, w Tokio, zajęli czwarte miejsce.